# Acido clavulanico
L'acido clavulanico appartiene al gruppo degli inibitori suicidi delle beta-lattamasi. La molecola è utilizzata in combinazione con antibiotici appartenenti al gruppo della penicillina per superare alcuni tipi di resistenza batterica. È infatti impiegato per superare la resistenza indotta dalle β-lattamasi, un tipo di enzimi espresso da alcuni batteri, in grado di inattivare la maggior parte delle penicilline. In genere viene impiegato come sale, generalmente come sale di potassio, clavulanato di potassio, in combinazione con amoxicillina (amoxicillina-acido clavulanico) oppure con ticarcillina.

## Storia
L'acido clavulanico è stato scoperto intorno alla metà degli anni '70 da alcuni scienziati britannici impiegati presso la società farmaceutica Beecham. Dopo diversi tentativi, la società Beecham presentò istanza di brevetto statunitense per il farmaco nel 1981, e l'ottenne nel 1985.

## Origine
L'acido clavulanico è prodotto da un batterio, Streptomyces clavuligerus. Il composto assomiglia al nucleo di una penicillina ma ne differisce per il fatto di non presentare una catena laterale acilammina, per avere ossigeno anziché zolfo, e contenere una beta-idrossietilidina sostituente nell'anello di ossazolidina. Il composto può essere ottenuto biosinteticamente a partire dall'amminoacido arginina e dallo zucchero gliceraldeide 3-fosfato.

## Meccanismo d'azione
Come già detto l'acido clavulanico è una molecola beta-lattamica che è strutturalmente correlata alle penicilline. Il farmaco inattiva alcuni enzimi betalattamici, e quindi previene l'inattivazione di altre molecole ad azione antibiotica, per esempio amoxicillina oppure ticarcillina. L'acido clavulanico di per sé ha scarsa potenza antibatterica nei confronti dei vari patogeni come gonococco e legionella e, clinicamente, quando utilizzato da solo, non esercita alcun effetto antibatterico utile.

In farmacologia viene sfruttata la capacità della molecola di legarsi in modo covalente alle beta-lattamasi, potenziando l'azione di altri antibiotici (amoxicillina, ticarcillina) ai quali è spesso associato nelle preparazioni farmacologiche. L'enzima beta-lattamasi viene bloccato irreversibilmente e non può più inattivare ulteriori substrati. Esistono molti tipi di beta-lattamasi e l'acido clavulanico è attivo verso la gran parte di essi. L'acido clavulanico può inibire le betalattamasi di batteri Gram+ (soprattutto stafilococchi ed enterococchi) e Gram- (soprattutto le resistenze plasmidiche, compresi i geni TEM) tra cui enterobatteri, e batteri appartenenti ai generiHaemophilus, Neisseria e Moraxella; inoltre inibisce le betalattamasi cromosomiche mediate da Proteus e Bacterioides. L'acido clavulanico è inattivo sulle betalattamasi cromosomiche di Klebsiella, Moraxella, Serratia, Enterobacter e Pseudomonas poiché produttori di inibitori delle cefalosporine di terza generazione. L'azione antibetalattamasi è data dalla inibizione selettiva delle PBP2 batteriche.

## Effetti collaterali e indesiderati
Quando associato ad amoxicillina, il principale effetto avverso del farmaco consiste nella aumentata incidenza di ittero colestatico ed epatite acuta. Anche la comparsa di porpora e la sindrome di Stevens Johnson sembrano presentare un'incidenza più elevata quando ad amoxicillina si associa l'acido clavulanico. Questi effetti insorgono in corso di trattamento o subito dopo, e risultano decisamente più frequenti nel sesso maschile e nei soggetti di oltre 65 anni. L'ittero associato è di solito autolimitante e molto raramente fatale.
In considerazione del fatto che età, sesso e durata del trattamento sono fattori di rischio indipendenti, in alcuni paesi europei le agenzie del farmaco raccomandano che i trattamenti con amoxicillina/clavulanico siano riservati a quel tipo di infezioni batteriche che, verosimilmente, possono essere sostenute da ceppi batterici produttori di β-lattamasi e quindi amoxicillina-resistenti. In ogni caso è opportuno che il trattamento non superi la durata di 14 giorni.